# Национални парк Таи
Национални парк Таи је национални парк који се налази у Обали Слоноваче, дистрикту Монтањ и њему се налазе једне од последњих области кишних шума у западној Африци. Уписан је у Светску баштину због разноликости флоре и фауне.
На простору парка налази се пет врста сисара који су на Црвеној листи IUCN: патуљасти нилски коњ, Procolobus verus, мајмуни, леопарди, шимпанза и џентинков дујкер.
Парк је стациониран око 100 км од обале, која формира границу Обали Слоноваче и Либерије, између река Кавала и Сасандра. Површине је 3300 km², док 200 km² отпада на тампон зону.
Резерват природе Таи створен је 1926. године, а статус националног парка добио је 28. августа 1972. године. Признат је као Унеско природни резерват и додат на листу локација природно наслеђа 1982. године.
Шума Таи је место где се развио вирус еболе. Светска здравствена организација изразила је забринутост због близине међународног аеродрома у Абиџану са овим подручјем.

## Географија
Велики део предела парка обухвата тропска зимзелена шума, која се налази на југозападно делу Обале Слоноваче на граници са Либеријом. Надморска висина варира од 80 до 396 метара. На простору парка налази се неколико висоравни и река као што су Нзо, Хана и Мала Хана чији ток се протеже све до реке Кавали на југозападу. Током кишних сезона реке постају шире а у сувој сезони плитке и претварају се у потоке. Северну границ парка чини природни резерват Нзо који се налази на рекама Нзо и Сасандра. На северозападу парка постоји неколико мочвара. У јужним долинама парка земља је плоднија.

## Клима
Постоје две климатске зоне суб-екваторијалног типа. Годишња количина падавина се креће од средине од 1700 мм на северу до 2200 мм на југозападу, пада од марта и априла до јула, са краћом влажном сезоном у септембру, која траје до октобра. На југу нема сушне сезоне, али на северу она почиње од новембра до фебруара и марта, са сувим северним ветром. Постоји мала температурна флуктуација од 24 до 27 °C због океанског утицаја и присуства шума, али средње дневне температуре могу се кретати од 25 до 35 °C. Релативна влажност је висока (85%). Превладавајући ветрови су монсунски и дувају са југозападне стране.

## Флора
Парк је један од последњих преосталих делова огромне примарне гвинејске прашуме која се једном протезала преко данашњег Тогоа, Гане, Обале Слоноваче, Либерије и Сијере Леоне, све до Гвинеје Бисао. Парк представља највећи предео шума у Африци који је остао нетакнут, а у њему се налази више од 50 ендемичних врста у региону.
Парк садржи око 1.300 врста виших биљака од којих 54% се јављају само у гвинејској зони. Вегетација је претежно густа зимзелена, а постоје стабла висине 40-60 м. Велики број врста епифита и лијана, укључујући и Platycerium, Nephrolepis biserrata, Drymaria, Asplenium africanum, Diospyros chevalieri, Mapania baldwinii, Mapania linderi and Tarrietia utilis налазе се у парку, као и многе друге ендемичне врсте као што су Kantou guereensis, Diospyros mannii, Diospyros kamerunensis, Parinarii chrysophylla, Chrysophyllum perpulchruma и Chidlowia sanguinea. Врсте као што су Gilbertiodendron splendidum, Symphonia globulifera и Raphia налазе се у мочварним подручијима.
Када је 1972. године забрањена сеча, шума се опоравила, а на великим површинама доминирају углавном засађене врсте дрвећа.
Шумске биљке и даље играју велику улогу у животима људи у региону Таи. Плод Thaumatococcus daniellii, локално познат као катамфе или јоруба користи се у традиционалној медиции и садржи протеинске супстанце. Дрво по имену Terminalia superba користи се за лечење маларије. Парк има велике потенцијале који још нису истражени.

## Фауна
Фауна је прилично типична за шуме западне Африке, али врло разнолика. Пронађено је скоро 1000 врста кичмењака. Парк садржи 140 врста сисара и 47 од 54 врсте великих сисара за које се зна да се јављају у гвинејској кишној шуми, укључујући дванаест регионалних ендемских и пет угрожених врста. Изолација региона између две велике реке разлог је разноликости овог парка у погледу биљних и животињских врста.

### Сисари
На простору парка налази се 11 врста примата: Procolobus badius, дијана заморац, Cercopithecus campbelli, Cercopithecus petaurista, Cercopithecus nictitans, Colobus polykomos, медвеђи колобус, Procolobus verus, чађави мангаби, Galago demidovii и Perodicticus potto. На простору парка је било више од 2000 западноафричких шимпанзи осамдесетих година. Године 1995. процењено је да је број шимпанза на простору Националног парка Таи 4507, са можда 292 примерака у оближњем резервату Нзо, али се њихов број од 2000. године смањио.
На простору парка попосане су две врсте слепих мишева и то Epomops buettikoferi и Hipposideros marisae, као и пелова летећа веверица, џиновски љускавац, белотрби љускавац, Manis tetradactyla, либеријски мунгос, афричка златна мачка, леопард, шумски слон којих је у 2001. години било само 100 на југу парка у поређењу са 1800 примерака, 1979. године. Парк још настањују Potamochoerus porcus, Hylochoerus meinertzhageni ivoriensi, Hexaprotodon liberiensis, водени јеленчић, бонго антилопа, афрички шумски бизон, џентинков дујкер, зебрасти дујкер, максвелов дујкер, огилбијев дујкер, црни дујкер, црнолеђи дујкер, жутолеђи дујкер и патуљаста антилопа.
Шумске глодаре укључују Lophuromys sikapusi, едвардсовог мочварног пацова и врсту Graphiurus murinus. У парку је такође забележена врста Stochomys defua, која није карактеристична за ове пределе.

### Птице
Парк лежи у једној од светских ендемских птичјих подручја. Записано је најмање 250 врста птица, 28 које су ендемске за гвинејску зону. Постоји 143 врсте типичне за примарну шуму, укључујући Stephanoaetus coronatus, Falco naumanni, Agelastes meleagrides, Scotopelia ussheri, Bycanistes cylindricus, Ceratogymna elata, Lobotos lobatus, Illadopsis rufescens, Bathmocercus cerviniventris, Melaenornis annamarulae, Schistolais leontica, Malaconotus lagdeni, Hylopsar cupreocauda, Picathartes gymnocephalus и врсту Malimbus ballmanni.

### Рептили и водоземци
У парку су пописане две врсте крокодила—Crocodylus cataphractus и западноафрички патуљасти крокодил, неколико врста корњача укључујући Kinixys homeana и 40 врста рептила. У парку је познато најмање 56 врста водоземаца и они укључују жабе Amietophrynus taiensis и Hyperolius, а обе врсте настањене су само у Обали Слоноваче.
Зглавкари представљају највећи део биомасе у тропским шумама. Врсте бескичмењака укључује ретки слатководни мекушац Neritina tiassalensis и хиљаде других врста инсеката, укључујући 57 врста лептира, 95 врста мрава, 44 врста термина и 78 врста буба.

## Становништво парка
На подручју шумских предела парка настањена су племена Гуера и Оуби који из верских разлога нису јели шимпанзе, због чега је њихова популација на овом простору сачувана. Пре краја шездесетих година 20. века постојало је мало насеља у овој области када је израђен резерват природе Нзо, да би каснија суша натерала локално становништво данашњег парка да се селе на југ. Становништо на подручју парка 1971. године бројало је 3200 лица, да би 1991. године на овом подручју живело 57.000 људи. У околини парка налазе се 72 села.

## Научно истраживање и објекти у парку
Парк је део пројекта Унеско и припада програму Човек и биосфера. На простору парка спроведен је велики истраживачки пројекат под покровитељством Института за тропску екологију и центра за еколошка истраживања на Универзитету Абобо Аџаме, у непосредној близини града Таи.
На простору парка спроводи се међународна научна сарадња коју укључује Обала Слоноваче, Француска, Немачка, Италија и Швајцарска. Тимови из ових земаља истражују и раде заједно на прикупљању података о овом подручју. Француски тим за истраживање радио је на овом простору неколико године. Године 1984. холандски тим истаживао је ово подручје користећи авионе за фотографисање на нижим надморским висинама, како би се индентификовало осушено дрвеће. Тим из Обале Слоноваче спроводио је истраживања у сарадњи са Институтом за шумарство. У периоду од 1989—1991, организација BirdLife International спровела је анкету о овом подручју. Холандска фондација Тропенбос објавила је детаљну студију о овом парку 1994. године. Од 1979. до 1985. године швајцарски истраживачи проучавали су шимпанзе, да би поново наставили са испитивањем 1994. године.
На простору парка постоји еколошка станица и немачка тимска база, као и седиште парка 18 км југоисточно од села Таи, које се састоји од неколико монтажних кућа. Контролу и финансије националног парка воде 2 до 3 особе.